# أندرو هوانغ
أندرو هوانغ هو فنان ويوتيوبي وموسيقي كندي، ولد في 8 أبريل 1984 في أوتاوا في كندا.

## وصلات خارجية
- الموقع الرسمي
- أندرو هوانغ على موقع ميوزك برينز (الإنجليزية)
- أندرو هوانغ على موقع أول ميوزيك (الإنجليزية)
- أندرو هوانغ على موقع ديسكوغز (الإنجليزية)